# Apostolache (gmina)
Apostolache – gmina w Rumunii, w okręgu Prahova. Obejmuje miejscowości Apostolache, Buzota, Mârlogea, Udrești i Valea Cricovului. W 2011 roku liczyła 2164 mieszkańców.